# Viborg Baneby
|  | Fremtidig bygning Denne artikel omhandler en bygning, der er under opførelse. Det er derfor muligt, at indholdet er af spekulativ natur, og ligeledes, at indholdet kan ændre sig markant efterhånden som flere oplysninger bliver tilgængelige. |

Viborg Baneby er et byudviklingsprojekt ved Viborg Banegård på dele af skinneterrænet og i et tidligere industriområde syd for banegården. Projektet blev igangsat af Viborg Kommune i 2012 og vil gennem investeringer for ca. fem mia. kr. skabe en ny bydel med uddannelser, arbejdspladser og boliger til 3.500 beboere. Baggrunden for projektet er, at flere spor på baneterrænet er blevet overflødige siden sidebanernes nedlæggelse i 1960'erne og 1970'erne og godstrafikkens ophør i 1999. Samtidig er flere industriarbejdspladser blevet udflyttet til byens vestlige industriområder, og som et resultat er store områder blevet tilgængelige for byudvikling.
Blandt den nye bydels markante projekter er opførelsen af Midtbyens Gymnasium, der skal rumme HH og HTX-uddannelserne til 1.200 elever, samt opførelsen af en Hærvejsplads og en 270 meter lang Banebro, der skal være en korridor for fodgængere og cyklister mellem Viborgs midtby og Banebyens sydlige områder. Dertil kommer anlæggelsen af en knap en kilometer lang Banevej, der skal lede trafikken til og fra Regionshospitalet Viborg. På selve skinnearealet vil der ske en omlægning, så antallet af spor på Viborg Banegård bliver udvidet fra to til tre.